# Ctenophorus mckenziei
Ctenophorus mckenziei är en ödleart som beskrevs av  Storr 1981. Ctenophorus mckenziei ingår i släktet Ctenophorus och familjen agamer. Inga underarter finns listade i Catalogue of Life.